# Contia longicaudae
Espèce
Contia longicaudae est une espèce de serpents de la famille des Dipsadidae.

## Répartition
Cette espèce est endémique des États-Unis. Elle se rencontre dans le nord de la Californie et dans le sud de l'Oregon.

## Description
Les mâles mesurent jusqu'à 417 mm et les femelles jusqu'à 447 mm.

## Publication originale
- Feldman & Hoyer, 2010 : A New Species of Snake in the Genus Contia (Squamata: Colubridae) from California and Oregon. Copeia, vol. 2010, no 2, p. 254–267 (texte intégral).